# Конфлан Сент Онорен
Конфлан Сент Онорен (фр. Conflans-Sainte-Honorine) је насеље и општина у Француској у Париском региону, у департману Ивлен која припада префектури Сен Жермен ан Ле.
По подацима из 1999. године у општини је живело 33 327 становника, а густина насељености је износила 3366,4 становника/km². Општина се простире на површини од 9,90 km². Налази се на средњој надморској висини од 25 m (максималној 60 m, а минималној 17 m).

## Демографија
| 1962.  | 1968.  | 1975.  | 1982.  | 1990.  | 1999.  | 2011.  |
| ------ | ------ | ------ | ------ | ------ | ------ | ------ |
| 21.874 | 26.304 | 31 066 | 28 977 | 31.467 | 33.327 | 35.582 |

График промене броја становника у току последњих година

## Партнерски градови
- Chimay
- Ramsgate
- Tessaoua
- Ханау